# Ullstorps kyrka
Ullstorps kyrka är en kyrkobyggnad i kyrkbyn Ullstorp någon kilometer sydost om Tomelilla. Den tillhör Tomelillabygdens församling i Lunds stift.

## Kyrkobyggnaden
Kyrkan byggdes på 1100-talet i romansk stil och bestod av långhus, lägre smalare kor samt halvrund absid. Under 1400-talet byggdes ett torn och kyrkan välvdes.
Under 1890-talet byggdes kyrkan om rejält. Av den gamla kyrkan bevarades inte mycket mer än långhusets väggar och delar av tornet. Den nya kyrkan fick korsarmar och ett tresidigt kor. Arbetet leddes av Theodor Wåhlin, som senare kom att kalla det för "en svår ungdomssynd".

## Inventarier
- Predikstolen och altaruppsatsen härstammar från 1600-talet.
- I kyrkan finns ett rökelsekar från medeltiden.

### Orgel
- Tidigare användes ett harmonium i kyrkan.
- 1956 byggde Bo Wedrup, Uppsala en orgel med 5 stämmor. Orgeln flyttades 1968 till Spjutstorps kyrka.

| Manual           | Pedal      | Koppel  |
| Gedakt 8'        | Sordun 16' | Man/Ped |
| Gemshorn 4'      |            |         |
| Principal 2'     |            |         |
| Larigot 1 1/3' D |            |         |
| Sifflöjt 1' B    |            |         |

- Den nuvarande orgeln byggdes 1968 av Emil Hammer Orgelbau, Hannover, Tyskland och är en mekanisk orgel.

| Manual I      | Manual II     | Pedal          | Koppel |
| Rohrflöte 8´  | Gedackt 8'    | Subbas 16´     | I/P    |
| Principal 4'  | Blockflöte 4' | Pommer 8'      | II/P   |
| Spitzflöte 4' | Principal 2'  | Choralflöte 4' | II/I   |
| Waldflöte 4'  | Terz 1 3/5'   |                |        |
| Mixtur 3-4 f  | Qvint 1 1/3'  |                |        |
|               | Tremulant     |                |        |